# Expedice 29
Expedice 29 byla devětadvacátou výpravou na Mezinárodní vesmírné stanici (ISS). Expedice trvala od září do listopadu 2011, byla tříčlenná, na několik posledních dní šestičlenná, Michael Fossum (velitel), Satoši Furukawa a Sergej Volkov zůstali na stanici z Expedice 28, zbývající tři členové posádky ISS – Anton Škaplerov, Anatolij Ivanišin a Daniel Burbank – přiletěli v Sojuzu TMA-22 nedlouho před koncem expedice.
Sojuz TMA-02M a Sojuz TMA-22 expedici sloužily jako záchranné lodě.

## Posádka
| Pozice            | 1. část (září – listopad 2011)      | 2. část (listopad 2011)                |
| ----------------- | ----------------------------------- | -------------------------------------- |
| Velitel           | Michael Fossum, (3), NASA           | Michael Fossum, (3), NASA              |
| Palubní inženýr 1 |                                     | Anton Škaplerov, (1), Roskosmos (CPK)  |
| Palubní inženýr 2 |                                     | Anatolij Ivanišin, (1) Roskosmos (CPK) |
| Palubní inženýr 3 |                                     | Daniel Burbank, (3), NASA              |
| Palubní inženýr 4 | Sergej Volkov, (2), Roskosmos (CPK) | Sergej Volkov, (2), Roskosmos (CPK)    |
| Palubní inženýr 5 | Satoši Furukawa, (1), JAXA          | Satoši Furukawa, (1), JAXA             |

V závorkách je uveden dosavadní počet letů do vesmíru včetně této mise.

### Záložní posádka
- Donald Pettit, NASA
- Gennadij Padalka, Roskosmos (CPK)
- Sergej Revin, Roskosmos (CPK)
- Joseph Acabá, NASA
- Oleg Kononěnko, Roskosmos (CPK)
- André Kuipers, ESA

Zdroj pro tabulky: ASTROnote a NASA.